# Rosé (album)
Rosé è il terzo album del collettivo musicale canadese Bran Van 3000, pubblicato nell'ottobre 2007 in Canada per la Remstar Records. Nel 2006, il leader James Di Salvio contattò gli altri membri del gruppo per incominciare a lavorare su Rosé, che fu registrato principalmente a Los Angeles.
Il primo singolo estratto dall'album è Call Me (I'll Be Around), che fu lanciato nelle radio canadesi il 4 ottobre 2007. Collaborarono all'album Fat Lip, Max-A-Million, Swanza, Chris Opperman, Noel Osborne e altri. L'album debuttò nelle classifiche canadesi alla #9 l'8 novembre 2007.

## Tracce
1. Call Me (I'll Be Around) - 6:35
2. House Lights - 4:05
3. Feline Fantasy - 5:18
4. Da Lion - 0:32
5. Sea of Life - 5:01
6. Let It Go - 0:46
7. Trees - 0:29
8. Beautiful Girl - 3:03
9. Stand Up - 4:21
10. Rappy Rappy Rappy Rap - 0:15
11. So Fine - 4:12
12. Palm Springs - 0:31
13. Forever - 5:43
14. Mon Réal - 4:00
15. Rosé - 0:39
16. Tony Roman - 2:04
17. Sex, Love & Peace - 7:42
18. Rainbow Princess - 0:28
19. Can You Handle It - 1:04
20. I Wont Lie - 5:43
21. Our Haze - 4:04
22. Kiss - 3:40